# Орославье
Оросла́вье (хорв. Oroslavje) — город на севере Хорватии, в Хорватском Загорье, второй по величине город Крапинско-Загорской жупании. Население города 3 368 человек, а общины с центром в Орославье — 6 138 человек (2011).
В 5 км к северу от Орославья находится город Забок, в 5 км к востоку — Донья-Стубица. Рядом с городом есть железнодорожная станция на тупиковой ветке Забок — Донья-Стубица.